# Paysages d'amour
Les Paysages d'amour sont un cycle de mélodies composées par Augusta Holmès en 1889.

## Composition
Augusta Holmès compose son cycle en 1889, sur des poèmes écrits par elle-même. Les Paysages d'amour ont été édités par Léon Grus, avec une illustration d'A. Feuzé.

## Structure
Le cycle se compose de quatre mélodies :
1. Dans les Boutons d'or
2. Sous les Orangers
3. Au Bois dormant
4. Parmi les Meules

## Poèmes

### Dans les Boutons d'or
Il existe trois versions de cette mélodie : en sol majeur, en fa majeur et en mi majeur. Le poème est écrit par Augusta Holmès :
Dans les Boutons d'Or

Et l'herbe qui plie,

Je te vois encor,

Mignonne jolie !

Mêlant aux fleurs d'or,

Aux herbes profondes,

Le royal trésor

De tes tresses blondes !

Vers les bleus jardins

Où sifflent les merles,

Où des flots lointains

Déferlent en perles,

Muets, et cherchant

À calmer nos âmes,

Sous le ciel changeant

Longtemps nous errâmes.

Et des prés en fleurs,

Des bois, de la brise,

Montait vers nos cœurs

Le désir qui grise…

Tout ce Paradis,

Clama son poème !

Alors je te dis

En tremblant : « je t'aime »

### Sous les Orangers
Il existe trois versions de cette mélodie : en do majeur, en si majeur et en la majeur. Le poème est écrit par Augusta Holmès :
Sous les orangers

Chargés

De neige parfumée,

Sous le ciel en feu,

Si bleu

Devant la mer calmée,

Écoute mon cœur

Vainqueur

Palpiter comme une aile

Entends les sanglots

Des flots

Dont le désir t'appelle !

Ô Belle !

Ô Belle !

Ô la plus belle !

Sous les orangers

Chargés

De tendres fleurs heureuses !

Laisse mon baiser

Griser

Tes lèvres langoureuses ;

Accorde à mon vœu

L'aveu

D'un abandon suprême…

Donne ta blancheur

En fleur

Et ta vie elle-même !

Je t'aime !

Je t'aime !

Mon âme t'aime !

### Au Bois dormant
Il existe deux versions de cette mélodie : en ré majeur et en do majeur. Le poème est écrit par Augusta Holmès :
Allons rêver au Bois Dormant

Dans la nuit claire et sombre ;

C'est pour l'amante et pour l'amant

Ce silence et cette ombre !

Comme des fruits de diamant,

Dans l'épaisseur des branches

Tous les astres du firmament

S'offrent à tes mains blanches !

Comme des yeux toujours verts

Ô ma reine, ô ma blonde !

Les étoiles scintillent vers

Notre amour si profonde !

En soupirant tout bas, tout bas,

Contre mon cœur pressée

Abandonnée entre mes bras,

Livre moi ta pensée !

Livre moi ton regard bleui,

Livre moi ta lèvre altérée,

Livre moi ton cœur ébloui,

Ô ma tendre enivrée !

C'est la nuit où, languissamment,

A fleuri le Lys du mystère,

C'est l'extase et l'enchantement

Où se pâme la terre !

Viens nous aimer au Bois Dormant,

En des clartés de rêve…

C'est pour l'amante et pour l'amant

Que cette heure se lève !

Viens là-bas où des rayons bleus

Ont pâli la rose bruyère

Donne moi les pleurs de tes yeux

De tes yeux de lumière !

Oublions la terre et les cieux !

Notre ciel est sur terre !

### Parmi les Meules
Il existe deux versions de cette mélodie : en mi majeur et en sol majeur. Le poème est écrit par Augusta Holmès :
Dans la plaine

De parfums pleine,

Près des meules d'or, au soleil couchant,

Mon amante

Rose et charmante,

Errait sur les blés coupés en me cherchant.

Inquiète,

La Mignonnette

Répétait mon nom, les grands yeux en pleurs :

« Infidèle,

Viens, je t'appelle,

Moi, qui t'apportais de si belles fleurs ! »

Et la fièvre

Brûlait ma lèvre !

Les fleurs que je veux, ce sont tes baisers !

Je réclame,

Ô ma chère âme !

Les baiser éclos que tu m'as refusés.

« Il m'appelle !

D'où donc vient-elle,

Cette voix si tendre qui tient mon cœur ?

Oui, je t'aime

Plus que moi-même…

Prends tous mes baisers, mon joli vainqueur ! »

Ma charmante !

Ma rose amante !

Voici ton berger qui t'attend toujours !

Dans la plaine

De parfums pleine,

Les étoiles d'or verront nos amours !

## Réception
Les mélodies sont jouées du vivant de la compositrice, mais rarement dans la totalité du cycle. Ainsi, on retrouve Mary Garnier, chantant trois des mélodies à l'Association des grands concerts. On les retrouve, jouées seules ou incomplètes, au Grand concert extraordinaire,. Les Paysages d'amour sont parmi les mélodies les plus célèbres d'Augusta Holmès.